# Persoonia angustiflora
Persoonia angustiflora (лат.) — кустарник, вид рода Персоония (Persoonia) семейства Протейные (Proteaceae), эндемик Западной Австралии, где встречается на юго-западе штата.

## Ботаническое описание
Persoonia angustiflora — прямостоячий, иногда раскидистый деревянистый кустарник высотой 0,2-1,8 м. Молодые веточки и листья покрыты серовато-коричневыми волосками. Листья линейные, более или менее цилиндрические или слегка уплощённые с продольными бороздками, 20-130 мм в длину и 0,7-1,3 мм в ширину, не заострённые. Жёлтые или зеленовато-жёлтые цветки растут поодиночке или группами до четырёх, каждый цветок на цветоножке 1,5-12 мм длиной с листочками околоцветника 9-16 мм длиной, опушёнными снаружи. Цветение происходит с сентября по март.

## Таксономия
Впервые вид был официально описан в 1870 году английским ботаником Джорджем Бентамом в книге Flora Australiensis на основе образцов, собранных шотландско-австралийским ботаником Джеймсом Друммондом у реки Суон.

## Распространение
Persoonia angustiflora — эндемик Западной Австралии. Растёт на вересковых пустошах и в лесных массивах между Энеаббой, Пертом, Национальным парком Перт-Франк-Ханн и Майей на юго-западе Западной Австралии.

## Охранный статус
Вид классифицируется Департаментом парков и дикой природы правительства Западной Австралии как «не находящийся под угрозой исчезновения».